# (38036) 1998 RE1
1998 أر إي 1 (ويعرف أيضًا باسم (38036) 1998 أر إي 1 وفق تسمية الكوكب الصغير) (بالإنجليزية: 1998 RE1)‏ هو كويكب ضمن حزام الكويكبات؛ وترتيبه 38036 من حيث الاكتشاف.
اكتُشف هذا الجُرم الفلكي بواسطة جون بروفتون في 13 سبتمبر 1998.

## وصلات خارجية
- (38036) 1998 RE1 في قاعدة بيانات مختبر الدفع النفاث لأجرام النظام الشمسي الصغيرة

- الاكتشاف · مخطط المدار ·  العناصر المدارية · المعلمات المادية

- (38036) 1998 RE1 على موقع ويكي سكاي: DSS2, SDSS, GALEX, IRAS, Hydrogen α, X-Ray, Astrophoto, Sky Map, Articles and images